# إيفان بيريتاشفيلي
إيفان بيريتاشفيلي (بالجورجية: ივანე ბერიტაშვილი؛ 10 يناير 1885 - 29 ديسمبر 1974) هو أحد أعظم علماء وظائف الأعضاء الجورجيين، وواحد من مؤسسي علم السلوك الحيوي الحديث. يُعد بيريتاشفيلي رئيس كلية علم وظائف الأعضاء في جورجيا ومؤسسها؛ وأكاديمي في أكاديمية العلوم في الاتحاد السوفييتي (1939) وعضو مؤسس في كل من أكاديمية العلوم الطبية في الاتحاد السوفييتي (1944) وأكاديمية العلوم في جمهورية جورجيا الاشتراكية السوفييتية (1941). في عام 1964، حصل بيريتاشفيلي على جائزة بطل العمل الاشتراكي. لأكثر من نصف قرن على نشاطه، اعتُبر بيريتاشفيلي رائدًا بين علماء وظائف الأعضاء العصبية في دول أوروبا الوسطى والشرقية والاتحاد السوفيتي السابق. من خلال دراسته حول الوظائف العليا للدماغ، سعى بيريتاشفيلي إلى سد الفجوة بين علم وظائف الأعضاء وعلم النفس وقد لعبت أعماله دورًا هامًا في التقريب بينهما. في الفترة الممتدة بين 1958 و1960، تعاون بيريتاشفيلي مع هربرت جاسبر وهنري غاستو في تأسيس المنظمة الدولية لأبحاث الدماغ (آي بي آر أو).

## حياته
وُلد بيريتاشفيلي في محافظة تيفليس في 19 ديسمبر 1884 لأبيه كاهن الكنيسة الجورجية الأرثوذكسية في قرية فيجيني الصغيرة في كاخيتي، الواقعة في المنطقة الشرقية من جورجيا (التي كانت في ذلك الوقت جزءًا من الإمبراطورية الروسية). سار بيريتاشفيلي على خطى أبيه فدرس الكهنوت في المدرسة اللاهوتية في تفليس (تبليسي). نظرًا إلى فقدانه الاهتمام في آفاق الكهنوت والعمل ككاهن، خضع إيفان الشاب لعدد من الامتحانات من أجل الحصول على شهادة ترك المدرسة في ثانوية تيفليس الثانية في عام 1906. التحق بيريتاشفيلي في العام نفسه بفرع العلوم الطبيعية في قسم العلوم الفيزيائية والرياضية في جامعة سانت بطرسبرغ وسرعان ما نجح في جذب انتباه الأساتذة لقدراته وعمله الجاد. بدأ بيريتاشفيلي أبحاثه التجريبية في وقت مبكر، أثناء دراسته كطالب في السنة الثالثة وتحت إشراف عالم وظائف الأعضاء الروسي الشهير البروفيسور نيكولاي إي. ويدنسكي (1852 – 1922). درس بيريتاشفيلي مشكلة التعصيب التبادلي للجهاز العضلي الهيكلي لدى الضفادع، موضحًا عدم وجود أي اضطراب في تنسيق منعكس «المسح» عند علاج القرن الظهري موضعيًا بالستريِكنين. نُشرت نتائج عمله الأول في عام 1911. تخرج بيريتاشفيلي في عام 1910 من الجامعة وحصل على دعوة من قبل ويدنسكي للعمل في مختبر وظائف الأعضاء في الجامعة لمدة عامين ونصف في البداية، ليمدد عمله بعد ذلك لمدة عامين آخرين.
بتوصية من ويدنسكي، سافر بيريتاشفيلي إلى كازان في خريف عام 1911 للعمل مع البروفيسور إيه. بّي. سامويلوف (1867 – 1930) بهدف إتقان طريقة تسجيل التيارات الكهربائية في الأعصاب والعضلات باستخدام المقياس الغلفاني السلكي، الذي تعلمه سامويلوف بدوره من فيلم أينتهوفن (1860 – 1927) في لايدن في عام 1904. في وقت لاحق من ربيع عام 1914، بدعم من ويدنسكي مرة أخرى، انضم بيريتاشفيلي إلى رودولف ماغنوس (1873 – 1927) في أوترخت من أجل دراسة تقنيات جراحة أعصاب الثدييات (استئصال المخ، وتقسيم الجذور الظهرية وما إلى ذلك)، بالإضافة إلى مبادئ وضعية الجسم والمنعكسات التوترية للرقبة والتيهية لدى الثدييات (التي عُرفت في وقت لاحق باسم منعكسات ماغنوس دي كلاين). مع بداية الحرب العالمية الأولى، اضطر بيريتاشفيلي إلى إيقاف أبحاثه والعودة إلى سانت بطرسبرغ.
في عام 1915، كان على بيريتاشفيلي مغادرة سانت بطرسبورغ والانتقال إلى أوديسا للعمل كمساعد أول للبروفيسور في. في. زافيالوف الذي يرأس كرسي علم وظائف الأعضاء في قسم الفيزياء والرياضيات في جامعة نوفوروسيسك. أسس إيفان سيتشينوف هذا الكرسي أول مرة وشغله لمدة ست سنوات بين عامي 1870 و1876. بعد تعيينه كمحاضر خاص بعد سنة واحدة، بدأ بيريتاشفيلي في إلقاء المحاضرات في دورة تدريبية حول علم وظائف الأعضاء الخاص بالجهاز العصبي العضلي. خلال هذه الفترة، درس بيريتاشفيلي المنعكسات الدفاعية لدى الكلاب باستخدام نهج فلاديمير بختيريف (1857–1927).